# 스티븐 브라운
스티브 브라운(Steve Braun, 1976년 8월 14일 ~ )은 미국의 배우이다.
매니토바주에서 태어났다.

## 영화
- 슈퍼 카퍼스 (2009년)
- 데드 캠프 2 (2007년) - 존시 역
- 테로닥틸 (2005년)
- 트윈스 (2005년)
- 해롤드와 쿠마 (2004년)
- 스컬스 3 (2004,The Skulls III)
- 더 트립 (2002년)
- 에이리언 토네이도 (2002년) - 마크 스콧 역
- 임모탈 (2000년)